# Dalcerides ingenita
Dalcerides ingenita is een vlinder uit de familie van de Dalceridae. De wetenschappelijke naam van de soort is voor het eerst geldig gepubliceerd in 1882 door Edwards.